# Linger
«Linger» —en españolː Persistir— es una canción de la banda de rock alternativo irlandesa The Cranberries, siendo el segundo y último sencillo encargado de promocionar Everybody Else Is Doing It, So Why Can't We?, el álbum debut de la agrupación. 
El tema que fue escrito Dolores O'Riordan y Noel Hogan fue la primera contribución de O'Riordan tras ingresar a la banda y quedarse como vocalista tras una audición; su letra retrata una decepción amorosa que O'Riordan vivió cuando era una adolescente de 17 años durante una fiesta.
La primera versión de la canción fue producida por Pearse Gilmore y grabada en 1991 apareciendo en el EP Water Circle, cuyo demo provocó un enorme interés por parte de las compañías discográficas británicas. Tras fichar con Island Records la versión definitiva fue registrada en 1992 en las sesiones de grabación del primer álbum del grupo, el que fue producido por Stephen Street y grabado en los famosos estudios Windmill Lane en Dublín.
«Linger» vio la luz en primera instancia el 23 de febrero de 1993 y pese a la gran expectativa por su lanzamiento tuvo un pobre desempeño comercial resultando en un rotundo fracaso, pero tras una inesperada y exitosa gira por los Estados Unidos el sencillo fue en relanzado 1994, convirtiéndose en un enorme éxito y en uno de los más grandes de su carrera alcanzado su máximo punto al llegar al puesto 3 en Irlanda, el número 14 en el Reino Unido y la octava posición en el Billboard Hot 100 en Estados Unidos.
Es una de las canciones más exitosas de la década de 1990: VH1 la ubicó en el puesto número 86 de su lista de las «90 grandes canciones de los '90» y actualmente la crítica especializada ha reconocido su legado considerándola como una de las mejores canciones de la carrera de The Cranberries.
En 2017 la banda volvió a grabar la canción en una versión acústica que fue publicada como el sencillo principal de su álbum Something Else, editado durante ese año.

## Origen y temática
A mediados de 1989, los hermanos Mike y Noel Hogan formaron The Cranberry Saw Us junto Fergal Lawler y el vocalista Niall Quinn, llegando a publicar un EP llamado Anything. A principios de 1990 Quinn dejó la banda en buenos términos para volver a su grupo anterior. A pesar de esta ruptura inesperada los tres músicos hicieron la transición a un grupo instrumental durante varios meses y continuaron mejorando las ideas y las estructuras de las canciones de las piezas instrumentales. Lawler y los dos hermanos Hogan colocaron un anuncio para encontrar una cantante. Posteriormente, Quinn le presentó al trío a una amiga de la hermana de su novia y le mencionó que ella era una cantautora que buscaba un grupo que compusiera su propia música. Un domingo por la tarde, una joven Dolores O'Riordan de 18 años acudió en bicicleta a la audición en los estudios Xeric en Limerick, vestida con un chándal y con un teclado Casio roto debajo del brazo. O'Riordan dijo sobre el primer encuentro: «Me gustó mucho lo que escuché; de inmediato noté que eran muy amables y unidos. Era una banda encantadora y con potencial, pero necesitaban un cantante y una dirección». Tras quedar impresionados con su voz, decidieron darle el puesto de vocalista, tras lo cual Noel Hogan le dio un demo en casete, el que constaba de cuatro acordes simples de sonidos de guitarra indie-jangle. O’Riordan se llevó a casa la cinta de Hogan y comenzó a escribir letras y superponer melodías que apuntalarían el material futuro del grupo, comentando unos años más tarde: «los llevé a casa y escribí sobre mí». Una semana después, regresó con una versión primigenia de lo que sería la canción que los catapultaría a la fama. La versión definitiva fue compuesta por O'Riordan y Noel Hogan; Hogan, en una entrevista para The Guardian, habló sobre el origen de la canción: «Éramos terribles cuando empezamos. Creo que solo me sabía 5 acordes, y 4 están en "Linger"». O'Riordan, encargada de la letra y los arreglos explicó que la canción está inspirada en una decepción amorosa durante su adolescencia:

Estaba en un club llamado Madonna’s y un chico me pidió bailar y pensé que era genial. Hasta entonces los besos con lengua me daban asco, pero cuando me dio mi primer beso de verdad, decidí dejarlo así (“let it linger”, referencia al estribillo de la canción). No podía esperar para verle otra vez, pero la siguiente vez pasó de mí y le pidió bailar a una amiga. Me quedé devastada. Todo el mundo vio cómo me rechazaba, públicamente, en la discoteca. Todo es tan dramático cuando tienes 17 años, que decidí soltarlo en una canción.

O'Riordan también confesó que años después al poco tiempo de haberse casado aquel hombre le escribió una carta pidiéndole una cita, pero ella ni siquiera le respondió.

## Grabación y producción

### Versión demo
Poco después de que O'Riordan se uniera a la banda, The Cranberries reunieron dinero para poder grabar un demo de la canción, la que fue compuesta en re mayor, entrando a los estudios Xeric en Limerick, cuya instalación era propiedad de Pearse Gilmore quien posteriormente se convertiría en mánager del grupo. Era la primera vez que entraban a un estudio, y según palabras del propio Noel aprovecharon esa experiencia al máximo «ya que el estudio era un juguete nuevo para nosotros en muchos sentidos». Las grabaciones dieron por resultado el EP Water Circle (bajo el nombre de 'The Cranberry Saw Us'), publicado en formato casete; además el EP contenía la primera versión grabada de «Linger». Una vez terminada la canción fue enviada a varias compañías discográficas; el fundador del sello Rough Trade, Geoff Travis, dio su aprobación de inmediato y aunque The Cranberries no firmaron con su compañía, el demo continuó ganando la atención tanto de la prensa británica como de la industria discográfica y provocó una guerra de ofertas entre los principales sellos británicos, entre ellos Virgin, EMI, Imago, CBS, Warner y Island, ganando esta última y con ello la banda firmó un contrato de seis cifras.
Tras la firma de contrato se llevaron a cabo sesiones preliminares con Pearse Gilmore quien ejerció como productor. Sin embargo, pronto se hizo evidente para Hogan que esa estrategia no estaba funcionando, ya que musicalmente la visión de Gilmore era completamente distinta a la de los miembros de la banda; Gilmore quería llevarlos hacia el sonido shoegaze debido a que era lo que en ese entonces sonaba con fuerza, algo que el resto de los integrantes no compartía, esto sumado a las constantes tensiones que se habían generado con él provocó que a las pocas semanas decidieron cambiar de productor, pidiéndole a Island Records que reclutase a Stephen Street, ya que admiraban el trabajo que este había hecho con The Smiths.
La ubicación de las grabaciones iniciales de The Cranberries y Stephen Street fue el estudio Windmill 2, algo más pequeño que el famoso Windmill Lane, esto debido al poco presupuesto que el sello les había dado al ser una banda nueva. Una vez que Island Records dio el visto bueno al productor y a la banda tras dichas sesiones de prueba, Street regresó a Dublín para comenzar a trabajar en el álbum debut del grupo, con «Linger» siendo grabado en este período, cuyas sesiones serían en los estudios Windmill Lane

### Grabaciones en Windmill Lane
Una vez que The Cranberries y Street se instalaron en los estudios Windmill Lane, el productor mencionó que en los ensayos el bajo y la batería fueron la prioridad, con toda la banda tocando junta para lograr una sensación en directo. «Noel tocaba la guitarra, a veces Dolores tocaba la guitarra», dijo el productor. También confesó que no le preocupaba tanto si la interpretación de Noel o el sonido de la guitarra eran perfectos, sino que su objetivo inicialmente era asegurarse de que la pista rítmica, el bajo y la batería estuvieran bien alineados. Fergal Lawler, el baterista, fue el que más presión tuvo, debido a la complejidad del sonido de su instrumento. Tanto Hogan como Street recuerdan que la batería en «Linger» fue particularmente difícil de concretar. Para Street «fue una canción interesante, porque es lenta, pero tiene un patrón de percusión que suena como una especie de redoble. Así que en cierto sentido fue bastante inusual. Queríamos lograr un sonido muy consistente». En lo que respecta a la microfonía de batería, el enfoque de Street era bastante estándar para las grabaciones de principios de los 90.
En cuanto al bajo, Mike Hogan utilizó plataformas en gran parte de su época; pero más complejas fueron las capas de guitarra de Noel Hogan, para lo cual Stephen Street se basó en su experiencia en la producción. Noel Hogan usó Telecasters todo el tiempo además de un pedal DOD Chorus.
Aunque firmaron con Island, The Cranberries todavía estaban trabajando con un presupuesto limitado en las sesiones de grabación, por lo que la parte de guitarra acústica de «Linger» se grabó con el instrumento más cercano: una barata Yamaha propiedad de O'Riordan.
Al grabar la voz distintiva y expresiva de Dolores O'Riordan, Hogan y Street dicen que la espontaneidad fue la clave, pese a la tímidez de ella en ese entonces. Sobre este suceso Street mencionó:

«De a poco me las arreglé para ganarme su confianza. Con 'Linger', porque supongo que teníamos unas cuatro o cinco canciones grabadas. Entonces sucede la magia: empiezas a hacer las capas de algunos fragmentos mientras ella hace su gorjeo ligeramente operístico de fondo. Comienzas a construir esta imagen de los sonidos que quieres que provengan de la voz».

Finalmente, para los arrelglos de cuerdas, Street llamó a su amigo John Metcalfe y al Duke Quartet para desarrollar la parte que O'Riordan había escrito originalmente.
La mezcla de «Linger» se realizó en los ahora desaparecidos Estudios Maison Rouge en Fulham, al suroeste de Londres, uno de los estudios favoritos de Street en ese momento. Noel Hogan declaró que fue la pista más difícil de mezclar de Everybody Else Is Doing It, So Why Can't We? debido a que había una gran expectativa de esta canción antes de que fuera lanzada, ya la habían tocado en directo y el demo, que fue responsable de guerra de ofertas de distintas compañías discográficas, ya estaba circulando. Se hicieron varias mezclas pero finalmente se optó por la inicial hecha por Street.

## Publicación y rendimiento en las listas
«Linger» fue publicada inicialmente en febrero de 1993, pero, al igual que «Dreams», no tuvo mayor éxito en primera instancia; el fracaso de los sencillos llevó a que en un primer momento su álbum debut tuviese una pobre acogida. Tras la gira que realizaron en Estados Unidos abriendo conciertos para otras agrupaciones ganaron una ascendente popularidad que les permitió publicar Everybody Else Is Doing It, So Why Can't We? en ese país, relanzando «Linger» y convirtiéndose en un enorme hit en dicho territorio: alcanzó el número ocho en el Billboard Hot 100, permaneciendo un total de 24 semanas en dicha lista, además apareció en otros tres listados del Billboard; número 18 en el Adult Contemporary, cuatro en el Alternative Songs y siete en el Mainstream Top 40. Tras triunfar en Estados Unidos, la canción entró en las listas de diversos países: logró llegar al número 14 en la lista de sencillos del Reino Unido, lugar en que inicialmente The Cranberries tuvo poca acogida, además de entrar en los primeros diez puestos en diversos territorios: en Escocia llegaría al número ocho, en Islandia alcanzaría el puesto número seis, y en Canadá en el número cuatro. Su mejor posicionamiento se daría en Irlanda, su país natal, llegando al número tres.
Tras el éxito de «Linger», Island también decidió relanzar «Dreams», el que también logró una alta rotación radial; además, el sencillo fue el principal responsable de que Everybody Else Is Doing It, So Why Can't We? llegase a vender más de cinco millones de copias solo en Estados Unidos y que éste también alcanzase el número uno en la Lista de álbumes del Reino Unido.
Tras la muerte de O'Riordan en enero de 2018, «Linger» reingresó en las listas, llegando al puesto 47 en el Reino Unido y el puesto 11 en Irlanda, y alcanzó el número seis en el Billboard Hot Rock Songs.

### Formatos físicos y lados B
«Linger» fue editado por Island Records en diversos formatos físicos: sencillo en CD, casete y vinilo de 7", 10" y 12", en cuyas diversas ediciones fueron incluidos varios temas en directo del álbum debut de la banda, así como los lados B «Liar», «Reason» y «Them», los cuales a futuro aparecerían como material extra en las posteriores reediciones especiales de Everybody Else Is Doing It, So Why Can't We?
Las ventas físicas del sencillo en Estados Unidos superaron las 500.000 copias, y fue certificado con el disco de oro por la RIAA.

## Recepción de la crítica y legado
La canción en general recibió críticas positivas; Jason Elias de Allmusic la describió «como una canción de arrepentimiento, de alcance épico y arrolladora», elogiando la instrumentación y la voz de O'Riordan: «Si bien líricamente no es novedosa, la emoción de Dolores O'Riordan hace que este punto se destaque. Al cantar con un marcado acento irlandés, se muestra a la vez necesitada y distante. Esa es la emoción que le da vida a esta pista». Un crítico de Music & Media escribió: «Actualmente de gira con Hothouse Flowers, estos compañeros irlandeses merecen tu atención. No te quedes en la barra, avanza hacia el escenario para ver su pop alternativo con matices de folk». Martin Aston de Music Week le dio una calificación cuatro de cinco, y agregó que «combina una hermosa y melodiosa voz de Dolores con una delicada melodía folk». Otro editor del mismo medio, Alan Jones, lo consideró un «sencillo encantador», señalando que «flotando en una brisa, tiene una cualidad inquietante, frágil y una sensación casi campestre», mientras que Amanda Petrusich de The New Yorker describió a «Linger» como «una canción nebulosa y sentimental acerca de darse cuenta de que estás en el final fastidioso de una relación desigual».
En un artículo publicado en 2021, Quinn Moreland de Pitchfork escribió que «'Linger' condensa cada etapa de dolor en cuatro minutos y medio de perfección pop con algunas herramientas humildes: un riff de guitarra acústica, el tarareo melancólico de O'Riordan. El tamborileo de Lawler y las orquestales desvanecidas apuntan a visiones de grandeza mucho más allá del sintetizador barato que las produjo». William Goodman de Billboard la describió como «una joya nostálgica de los noventa que es pura poesía irlandesa», destacando que «el legado de O'Riordan no solo perdurará, sino que vivirá para siempre, como el espíritu de un santo patrón irlandés». Tras la muerte de O'Riordan, el sitio musical Jenesaispop ubicó a «Linger» en el puesto número uno de su lista de «Las 40 mejores canciones de The Cranberries y Dolores O’Riordan», en cuya reseña se lee: «El mayor drama adolescente, la primera decepción del amor, no pudo conocer mejor fondo: la sección de cuerda repetida, la guitarra tipo 'steel guitar' y los efectos fantasmagóricos de Stephen Street eran estupendos, como la gloriosa irrupción de la segunda estrofa con una melodía vocal diferente [...] Seguramente, y ahora más que nunca, ('Linger') jamás morirá».
«Linger» también ocupó el puesto número 86 de la lista de VH1 de las «90 grandes canciones de los '90».

## Vídeo musical
El vídeo musical de «Linger» fue grabado en octubre de 1993 y dirigido por Melodie McDaniel. Registrado en blanco y negro, comienza con la imagen de una luz intermitente para dar paso al rostro de O'Riordan, específicamente su ojo. Luego una linterna comienza a alumbrar distintos lugares de una casa que aparentemente es un burdel y está siendo investigado por un agente. La misma linterna alumbra a O'Riordan, que comienza a interpretar la canción. Durante el resto del vídeo se puede ver a la cantante recorrer los pasillos de la casa, mientras el resto de los integrantes de la banda aparecen en una habitación. En una de las habitaciones se proyecta una película muda que muestra a la estríper de los años 50 Blaze Starr.  El clip es un homenaje a Alphaville, película de ciencia ficción de 1965 de Jean-Luc Godard.

## Lista de canciones
| Sencillo en CD en Norteamérica 1. «Linger» - 4:34 2. «Liar» - 2:21 3. «Them» - 3:44 4. «Reason» - 2:01 Sencillo en CD promocional de dos pistas en Estados Unidos 1. «Linger» (Edit) - 4:11 2. «Linger» (Album version) - 4:34 Sencillo en CD promocional de tres pistas en Estados Unidos 1. «Linger» - 4:34 2. «Reason» - 2:01 3. «Them» - 3:44 Sencillo en CD de cuatro pistas en Reino Unido y Europa 1. «Linger» (LP version) - 4:33 2. «Pretty» - 2:16 3. «Waltzing Back» (Live) - 4:01 4. «Pretty» (Live) - 2:11 Sencillo en CD de una pista en Francia y México 1. «Linger» - 4:34 Sencillo en CD en Reino Unido, Europa y Australia y vinilo de 12" 1. «Linger» (Single version) - 4:34 2. «Reason» - 2:01 3. «How» (Radical Mix) - 2:56 | Vinilo de 10" en Reino Unido y Europa Lado A 1. «Linger» (Live) 2. «I Still Do» (Live) Lado B 1. «Waltzing Back» (Live) 2. «Pretty» (Live) Vinilo de 7" en Reino Unido y Europa Lado A 1. «Linger» - 4:34 Lado B 1. «Pretty» 2:16 Casete en Reino Unido y Australia Lado A 1. «Linger» - 4:34 Lado B 1. «Reason» 2:01 |

## Posicionamiento en las listas

### Posicionamiento semanal
| País           | Lista (1993-1994)                  | Puesto |
| -------------- | ---------------------------------- | ------ |
| Australia      | Australian ARIA Singles Chart      | 33     |
| Canadá         | Canada Top Singles                 | 4      |
| Canadá         | Canada Adult Contemporary          | 5      |
| Escocia        | Scottish Singles and Albums Charts | 8      |
| Irlanda        | Irish Singles Chart                | 3      |
| Islandia       | Íslenski Listinn Topp 40           | 6      |
| Reino Unido    | UK Singles Chart                   | 14     |
| Estados Unidos | US Billboard Hot 100               | 8      |
| Estados Unidos | US Billboard Adult Contemporary    | 18     |
| Estados Unidos | US Billboard Alternative Songs     | 4      |
| Estados Unidos | US Billboard Mainstream Top 40     | 7      |

| País           | Lista (2018)                      | Puesto |
| -------------- | --------------------------------- | ------ |
| Irlanda        | Irish Singles Chart               | 11     |
| Reino Unido    | UK Singles Chart                  | 47     |
| Estados Unidos | US Billboard Digital Songs Sales  | 12     |
| Estados Unidos | US Billboard Hot Rock Songs       | 6      |
| Estados Unidos | US Billboard Digital Rock Sales   | 2      |
| Estados Unidos | US Billboard Rock Streaming Songs | 9      |

| Lista (2024)         | Puesto |
| -------------------- | ------ |
| Billboard Global 200 | 198    |

### Posicionamiento anual
| País           | Lista (1994)                    | Puesto |
| -------------- | ------------------------------- | ------ |
| Canadá         | Canada Top Singles (RPM)        | 47     |
| Canadá         | Canada Adult Contemporary (RPM) | 68     |
| Estados Unidos | US Billboard Hot 100            | 49     |

| País        | Lista (2024)     | Puesto |
| ----------- | ---------------- | ------ |
| Reino Unido | UK Singles Chart | 97     |

## Ventas y certificaciones
| País           | Organismo certificador | Certificación | Ventas    |
| -------------- | ---------------------- | ------------- | --------- |
| Brasil         | Pro-Música Brasil      | Oro           | 30 000    |
| Italia         | FIMI                   | Oro           | 10 000    |
| Nueva Zelanda  | RMNZ                   | 2x Platino    | 60 000    |
| Portugal       | AFP                    | Oro           | 20 000    |
| Reino Unido    | BPI                    | 2x Platino    | 1 200 000 |
| Estados Unidos | RIAA                   | Oro           | 500 000   |

## Créditos
| The Cranberries - Dolores O'Riordan - voz principal, coros, guitarra acústica - Noel Hogan - guitarra eléctrica - Mike Hogan - bajo - Fergal Lawler - batería, percusión Músicos adicionales - Duke Quartet - cuarteto de cuerdas | Técnicos - Stephen Street - producción, ingeniero de sonido - Aiden McGovern - ingeniero de sonido |

## Apariciones en otros medios
La canción fue utilizada en el episodio 18 de la segunda temporada del programa de la ABC Don't Trust the B---- in Apartment 23, donde June, uno de los personajes principales, la llamó «su canción de ruptura».
«Linger» apareció en un episodio de la serie de VH1 Hindsight.
La canción se usó en la película Camp Nowhere, de 1994, y en la película de 2006 Click, donde se reprodujo por primera vez durante la escena del bar. Además, Dolores O'Riordan hizo una aparición interpretando «Linger» en la escena de la fiesta de la boda.
El tema apareció en el episodio «Once Upon a Tim» de la serie estadounidense NCIS.
La canción se usó en el tercer episodio de la segunda temporada de Inside Amy Schumer, serie creada y protagonizada por Amy Schumer.
Una versión paródica de la canción se utiliza en el primer episodio de la segunda temporada de Community, titulado "Anthropology 101".

## Versiones de otros artistas
- La presentadora de televisión brasileña Angélica versionó la canción, renombrada «Se A Gente Se Entender» («Si nos entendemos»), contando con un vídeo musical.[81]

- La banda de punk Screeching Weasel versionó la canción, la cual fue incluida en su álbum Emo, publicado en 1999.[82]

- Dolores O'Riordan cantó esta canción a dúo con Simon Le Bon en el Concierto Pavarotti & Friends para los Niños de Bosnia.[83]

- El grupo a capela The Beelzebubs grabaron la canción en su álbum PandæMonium.[84]

- En 2012, la banda Estranged, originaria de Malasia, hizo una versión de esta canción para incluirla en su segundo álbum, Anugerah Hidup.[85]

- La cantante pakistaní-estadounidense Nadia Ali lanzó una versión de la canción en 2018 bajo su proyecto paralelo HYLLS.[86]

- La banda estadounidense de indie rock Real Estate interpretó una versión de la canción en agosto de 2014 para The A.V. Club.[87]

- La banda de rock estadounidense Punchline grabó su propia versión del tema.[88]

- La canción también fue interpretada por Kelly Clarkson.[89]